# Neues Muttergotteshäuschen

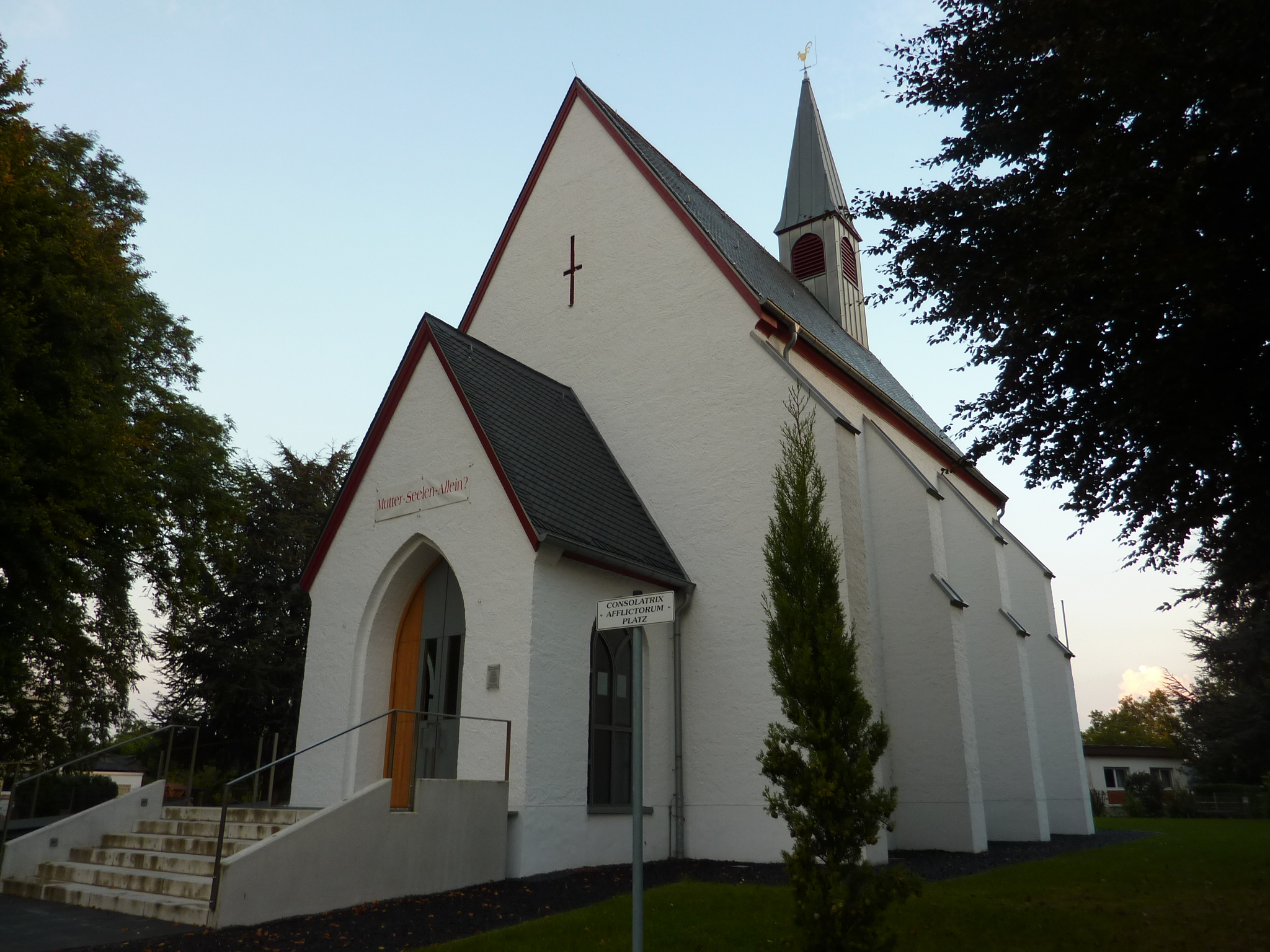
Das Neue Muttergotteshäuschen

Das Neue Muttergotteshäuschen ist eine römisch-katholische Wallfahrtskapelle in Düren. Die Kapelle gehört zur Pfarre St. Lukas Düren.

## Lage
Die Wallfahrtskapelle liegt ganz im Süden von Düren an der Zülpicher Straße. Direkt seitlich daneben steht das Alte Muttergotteshäuschen. In direkter Nachbarschaft befindet sich die ehemalige Panzer-Kaserne.

## Geschichte

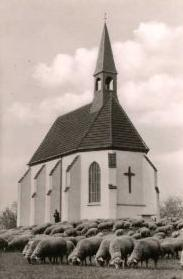
Neues Muttergotteshäuschen um 1960, kurz nach dem Wiederaufbau

Das auf eine bereits im Jahr 1420 genannte Kapelle zurückgehende Alte Muttergotteshäuschen wurde Ende des 19. Jahrhunderts für die vielen Pilger zu klein, denn es bietet nur Raum für etwa 30 Personen. Außerdem ließ der Bauzustand zu wünschen übrig, sodass man sich entschloss, direkt neben der alten Kapelle ein neues und deutlich größeres Gotteshaus zu errichten. 1895 wurde das Neue Muttergotteshäuschen erbaut und am 13. Oktober 1895 eingeweiht.
Im Zweiten Weltkrieg wurde das Neue Muttergotteshäuschen schwer beschädigt. Das Dach und die Gewölbe stürzten ein, sodass nur die Mauern stehen blieben. Der Wiederaufbau erfolgte zwischen 1951 und 1954. Anstatt der Gewölbe wurde eine flache Decke eingezogen, außen wurde es verputzt, Zierelemente wurden abgeschlagen.
Sowohl das Alte als auch das Neue Muttergpotteshäuschen gehörten ursprünglich zur Pfarrei St. Anna. Seit 1952 lagen beide Kapellen auf dem Pfarrgebiet der neugebildeten Pfarrei St. Josef, jedoch verblieben beide Kapellen zunächst noch im Eigentum der Annapfarre. Erst 1963 wurden die Kapellen Eigentum der Pfarre St. Josef. Seit der Pfarrfusion der Dürener Innenstadtpfarreien 2010 gehören das Neue und Alte Muttergotteshäuschen zur neuen Großpfarre St. Lukas.
2008 wurde die neue Kapelle außen saniert, 2010 folgte die Neugestaltung der Außenanlage sowie der Neubau der Treppe zum Muttergotteshäuschen. Im Jahr 2017 erfolgten die Sanierung und Umgestaltung des Innenraumes nach Plänen des Dürener Architekten Arno Knott. Diese Maßnahmen wurden komplett durch Spenden finanziert, die Kosten betrugen 260.000 Euro.

## Baubeschreibung
Das Neue Muttergotteshäuschen ist eine einschiffige und dreijochige Saalkirche, bedingt durch den Wiederaufbau in vereinfachten Formen der Neugotik, mit einem dreiseitigen Chorschluss, kleiner rechteckiger Vorhalle und einem rechteckigen Dachreiter auf hohem Satteldach. Der Innenraum wird von einer flachen Betondecke überspannt, die Fenster sind spitzbogig, seit dem Krieg allerdings ohne Maßwerk. Der Bau misst 17,20 Meter in der Länge und 7,60 Meter in der Breite.

## Innenraum und Ausstattung
Der Innenraum wurde 2017 nach Plänen von Arno Knott neu gestaltet. Altar, Ambo und Tabernakel wurden neu geschaffen sowie an der Stirnwand des Chors eine Holzwand errichtet, die in den Wallfahrtsmonaten das Gnadenbild beherbergen soll. Der Altar wurde am Pfingstmontag, 20. Mai 2018, von Weihbischof Johannes Bündgens konsekriert.

## Wallfahrt zur Consolatrix afflictorum
Die Wallfahrt zum Gnadenbild der Consolatrix Afflictorum (Trösterin der Betrübten) findet von Mai bis Oktober statt. In dieser Zeit befindet sich das von Adam Siepen gemalte Gnadenbild im Neuen Muttergotteshäuschen. Das Gnadenbild wird jährlich Ende April in Prozession von der Josefskirche zum Neuen Muttergotteshäuschen gebracht und Ende Oktober dann wieder in Prozession zur Josefskirche. Hier befindet sich das Gnadenbild während der Wintermonate.
Noch heute ist sowohl das Neue als auch das Alte Muttergotteshäuschen Ziel vieler Gläubiger. Im stärksten Pilgermonat Mai kommen bis zu 5.000 Besucher an und in die Kapelle.

## Glocke im Dachreiter
| Nr. | Name | Durchmesser (mm) | Masse (kg, ca.) | Schlagton (HT-1/16) | Gießer            | Gussjahr |
| 1   | -    | 505              | 80              | gis" -2             | Peter Fuchs, Köln | 1731     |